# Skrotens hjältar
Skrotens hjältar är ett svenskt datorspel på PC och Mac från år 2000 utvecklat och utgivet av Young Genius. Spelet följer spelet Julens hjältar som bygger på julkalendern i SVT från 1999 med samma namn.

## Upplägg
Spelet är ett äventyrs- och pusselspel där spelaren styr Julhunden som ska befria sin vän cirkusapan som fängslats av Assar.

## Mottagande
TT Spektras recensent Thomas Arnroth gav spelet 3 av 5 i betyg och beskrev grafiken i positiva ordalag medan han ansåg spelet vara ojämnt svårt. Arnroth skrev dock att spelet hade "något mysigt och trevligt över sig". Sydsvenskans recensent Ursula Wilby beskrev spelet välgjort och roligt men svårt att installera med obegriplig handbok. Göteborgs-Postens recensent Torgny Karin gav spelet 3 av 5 och beskrev det som långtråkigt, med irriterande musik och otydliga instruktioner men med snygg grafik som inte vägde upp för dess brister.
Expressens recensent gav spelet 3 av 5 i betyg och skrev att spelet hade "Lagom svårighetsgrad, ganska spännande och inte så mycket våld, sjuåringen är fängslad redan från start. Möjligen kan man efterlysa fler överraskningar bland de många stillastående leksakerna." Aftonbladets recensent Therese Granlund gav spelet 3 av 5 i betyg och skrev "Det här är ett bra spel. Miljöerna är snygga och känslan av att vara en lilleputtleksak på besök i de jättelika människornas värld är hur skön som helst. Men vissa uppgifter är irriterande knepiga att lösa och det krävs en stor dos tålamod för att man inte ska ge upp innan äventyret är avklarat."